# Georg Samuelson
Axel Georg Samuelson, född den 19 maj 1867 i Ekshärads församling, Värmlands län, död den 15 oktober 1947 i Uppsala, var en svensk ämbetsman.
Samuelson blev student vid Uppsala universitet 1886 och avlade hovrättsexamen där 1891. Han blev extra länsnotarie i Värmlands län 1899 och länsnotarie där 1902.  Samuelson var tillförordnad landssekreterare i samma län 1911–1914, under Axel Schottes statsrådstid, och ordinarie landssekreterare 1916–1934. Han var sekreterare i länets landsting 1905–1910, ledamot av centralstyrelsen för Wermlands enskilda bank 1931–1939 (vice ordförande 1934–1939) och ordförande i styrelsen för Karlstads teater 1933–1942. Samuelson blev riddare av Vasaorden 1913 och av Nordstjärneorden 1922 samt kommendör av andra klassen av sistnämnda orden 1931. Han vilar på Östra kyrkogården i Karlstad.